# Phillip Parker King
L'Ammiraglio Phillip Parker King, FRS, RN (isola di Norfolk, 13 dicembre 1791 – Sydney, 26 febbraio 1856), è stato uno dei primi esploratori delle coste australiane.

## Biografia
King nacque sull'isola di Norfolk, da Philip Gidley King e Anna Josepha Coombe, e venne battezzato con il nome Phillip in onore del mentore del padre, Arthur Phillip, il che spiega la differenza tra il suo nome e quello del padre. Per studiare si trasferì in Inghilterra nel 1796. Nel 1802 si iscrisse alla Royal Naval Academy di Portsmouth e nel 1807 entrò a far parte della Royal Navy, dove venne promosso tenente nel 1814.
King venne inviato a perlustrare le parti della costa australiana che non erano state visitate precedentemente da Matthew Flinders e a tale scopo, tra il dicembre 1817 e l'aprile 1822, effettuò quattro viaggi. Tra i 19 uomini del suo equipaggio vi erano anche il botanico Allan Cunningham, John Septimus Roe e l'aborigeno Bungaree. I primi tre viaggi vennero effettuati a bordo della HMS Mermaid, un cutter di 76 tonnellate, ma nel 1820 il vascello venne smantellato.
L'Ammiragliato ordinò inoltre a King di scoprire se vi fosse un fiume «che consentisse di navigare fino all'interno di questo grande continente». L'Ufficio Coloniale dette lui istruzione di raccogliere informazioni su topografia, fauna, legname, minerali, clima e popoli indigeni e, se questi ultimi fossero stati presenti, sulle eventuali possibilità di commerciare con loro. Tra il febbraio e il giugno del 1818 King pattugliò la costa spingendosi fino al Golfo di Van Diemen e fece molti incontri con aborigeni e prahos malesi. A giugno il Mermaid visitò Timor e tornò successivamente a Sydney, che raggiunse il 29 luglio. Nel dicembre e gennaio successivi King pattugliò l'insenatura di Macquarie Harbour, visto di recente, in Tasmania (nota al tempo come Terra di Van Diemen) e nel maggio 1819 navigò attraverso lo Stretto di Torres. Alla foce del fiume Hastings King prese a bordo John Oxley e continuò a pattugliare le coste tra Capo Wessel e il Golfo dell'Ammiragliato. Ritornò a Sydney il 12 gennaio 1820.
Il quarto viaggio di King venne effettuato a bordo della HMS Bathurst, uno sloop di 154 tonnellate. La nave si diresse verso nord, attraverso lo Stretto di Torres, e raggiunse le coste nord-occidentali del continente. Altre perlustrazioni della costa occidentale vennero compiute dopo una visita a Mauritius. Grazie ai viaggi di King vennero fatti molti passi avanti nella conoscenza delle coste australiane.
Nel luglio 1821 King venne promosso Capitano di fregata e nell'aprile 1823 ritornò in Inghilterra. In seguito comandò la nave di pattuglia HMS Adventure e, in compagnia della HMS Beagle, trascorse cinque anni a perlustrare l'intrico di coste attorno allo Stretto di Magellano. Il risultato dei suoi viaggi venne presentato in un incontro della Royal Geographical Society nel 1831. King acquistò una proprietà a Dunheved, alla periferia occidentale di Sydney, dove accolse Charles Darwin durante la sua ultima notte a Sydney nel gennaio 1836.
Nel febbraio 1839 King divenne membro del Consiglio Legislativo del Nuovo Galles del Sud e, nell'aprile dello stesso anno, venne nominato commissario residente della Compagnia di Agricoltura Australiana, carica che mantenne per dieci anni. Nel 1855 venne promosso Contrammiraglio in pensione. King fu anche Membro della Royal Society.
Nel corso dei suoi viaggi King descrisse anche molte specie di uccelli non ancora note alla scienza:
- il cormorano imperiale, l'anatra dagli occhiali, l'anatra crestata, il picchio di Magellano, l'allocco zamperossicce e il porciglione australe, descritti nel 1828;
- il capo di fuoco di Juan Fernández, l'huet huet golanera, il parrocchetto beccosottile, il corritronchi golabianca, il canestraio australe e l'anatra vaporiera volatrice, scoperti nel 1831.

## Riconoscimenti
In Australia l'immagine di King venne commemorata nel 1963 sui francobolli da 2 sterline. L'orchidea australiana Dendrobium kingianum deve a lui il nome.